# متنزه كيلارني الوطني
متنزه كيلارني الوطني هو متنزه وطني يقع بالقرب من بلدة كيلارني التابعة لمقاطعة كري في جمهورية أيرلندا، ويُعدّ أول حديقة وطنية في جمهورية أيرلندا، حيث أنشئ المتنزه عام 1932 بعدما آلت ملكية موكروس إلى الدولة الأيرلندية الحرة. أجري للمتنزه بعد ذلك عمليات توسعة كبيرة لتصل مساحته الإجمالية اليوم إلى أكثر من 102.89 كيلومتر مربع (25425 فدانًا)، ويضم داخله أنظمة بيئية متنوعة مثل بحيرات كيلارني وغابات البلوط والريحان الترجاني ذات الأهمية الدولية، وقمم الجبال، ويعيش في المتنزه قطيع الغزلان الأحمر الوحيد الموجود في البر الرئيسي لأيرلندا، كما يحتوي المتنزه أيضًا على أكبر غطاء من الغابات الأصلية المتبقية في أيرلندا. يتمتع متنزه كيلارني الوطني بقيمة بيئية عالية بسبب جودة وتنوع واتساع العديد من موائله والتنوع الحيوي الواسع للأنواع التي يستوعبها، والتيمنها ما هو نادر. حدّدت منظمة اليونسكو متنزه كيلارني الوطني كمحمية للمحيط الحيوي في عام 1981، ويُشكّل المتنزه جزءًا من منطقة محمية خاصة ومنطقة خاصة للحفظ. تتولى هيئة المتنزهات الوطنية والحياة البرية مسؤولية إدارة متنزه كيلارني الوطني، بهدف الحفاظ على الطبيعة والحياة البرية في المتنزه. تُقدّر النظم البيئية في حالتها الطبيعية تقديرًا عاليًا. يشتهر متنزه كيلارني الوطني بمناظره الطبيعية الخلابة، ويوفر لزائريه أيضًا العديد من المرافق الترفيهية والسياحية.

## المناخ والجغرافيا
يقع متنزه كيلارني الوطني في جنوب غرب جزيرة أيرلندا، بالقرب من أقصى نقطة غربية في الجزيرة، على ارتفاعات تتراوح ما بين 22 مترًا (72 قدمًا) و842 مترًا (2762 قدمًا)، ويضم المتنزه بحيرات كيلارني وجبال مانجرتون، وتورك، وشيهي، وبيربل. وتتنوع الحدود الجيولوجية الرئيسية في المتنزه ما بين الحجر الرملي الأحمر القديم الذي يعود تاريخه للعصر الديفوني والحجر الجيري الذي يعود تاريخه للعصر الكربوني، إذ تتكون معظم أجزاء متنزه كيلارني الوطني الحجر الرملي، مع وجود طبقات من الحجر الجيري على الشاطئ الشرقي المنخفض لبحيرة لين، والتي تُعد أكبر بحيرات كيلارني، وتضم أكثر من 30 جزيرة. يستمتع بعض زوار متنزه كيلارني الوطني برحلات القوارب إلى جزيرة إنيسفالن، إحدى أكبر الجزر الموجودة في بحيرة لين.
يتمتع متنزه كيلارني الوطني بمناخ محيطي متأثرًا بشدة بتيار الخليج، فتكون درجات الحرارة معتدلة شتاءًا (متوسط درجة حرارة فبراير 6 درجات مئوية (43 درجة فهرنهايت)، ويكون الطقس باردًا خلال فصل الصيف (متوسط درجة حرارة يوليو 15 درجة مئوية (59 درجة فهرنهايت)). تتراوح درجات الحرارة اليومية المتوسطة في منطقة متنزه كيلارني الوطني من 5.88 درجة مئوية (42.58 درجة فهرنهايت) خلال شهر يناير إلى 15.28 درجة مئوية (59.50 درجة فهرنهايت) في يوليو. يشهد متنزه كيلارني الوطني هطول أمطار غزيرة وجبهات متغيرة، مع هطول أمطار خفيفة متكررة على مدار العام. ويبلغ متوسط هطول الأمطار في متنزه كيلارني الوطني 1263 مليمترًا (49.7 بوصة) سنويًا، وهناك 223 يومًا في السنة عادةً ما يزيد معدل هطول الأمطار فيها عن 1 مليمتر (0.039 بوصة). كما يبلغ متوسط عدد أيام الصقيع التي يشهدها متنزه كيلارني الوطني 40 يومًا.
تتحد الحدود الجيولوجية ونطاق الارتفاعات الواسع في متنزه كيلارني الوطني مع التأثير المناخي لتيار الخليج لكي تجعل المتنزه يتمتع بأنظمة بيئية متنوعة. وتشمل هذه الأنظمة البيئية المستنقعات والبحيرات والأراضي البرية والجبال والممرات المائية والغابات والمتنزهات والحدائق، كما تُعتبر الصخور البارزة والمنحدرات ومن بين السمات المميزة للمتنزه. وعلى الارتفاعات التي تزيد عن 200 متر (660 قدمًا)، تدعم مناطق الحجر الرملي الجبلية مساحات كبيرة من المستنقعات والأعشاب البرية.

## التاريخ

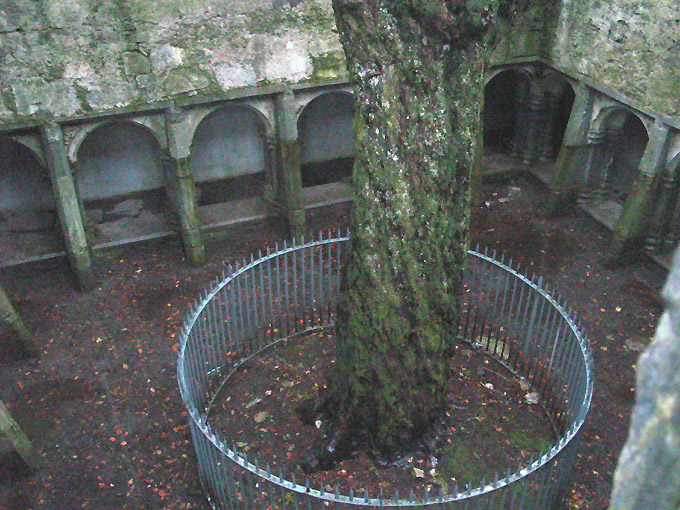
الفناء الداخلي في دير موكروس

يُعدّ متنزه كيلارني الوطني واحدًا من الأماكن القليلة جدًا في أيرلندا التي غطتها الغابات باستمرار منذ نهاية العصر الجليدي الأخير، أي منذ حوالي 10,000 عام. وقد عاش البشر في تلك المنطقة منذ العصر البرونزي على الأقل، أي منذ حوالي 4,000 عام. وقد وجد علماء الآثار أدلة على أن تعدين النحاس قد حدث في منطقة جزيرة روس خلال هذه الفترة، مما يشير إلى أن المنطقة كانت ذات أهمية كبيرة لسكان العصر البرونزي. يحتوي متنزه كيلارني الوطني على العديد من المعالم والبقايا الأثرية، ومن بينها دائرة حجرية محفوظة جيدًا في ليسيفجين. وقد تعرضت الغابات الموجودة في منطقة المتنزه للاضطراب والإزالة في فترات مختلفة منذ العصر الحديدي. وقد تسبب هذا في انخفاض تدريجي في تنوع أنواع الأشجار في المتنزه.

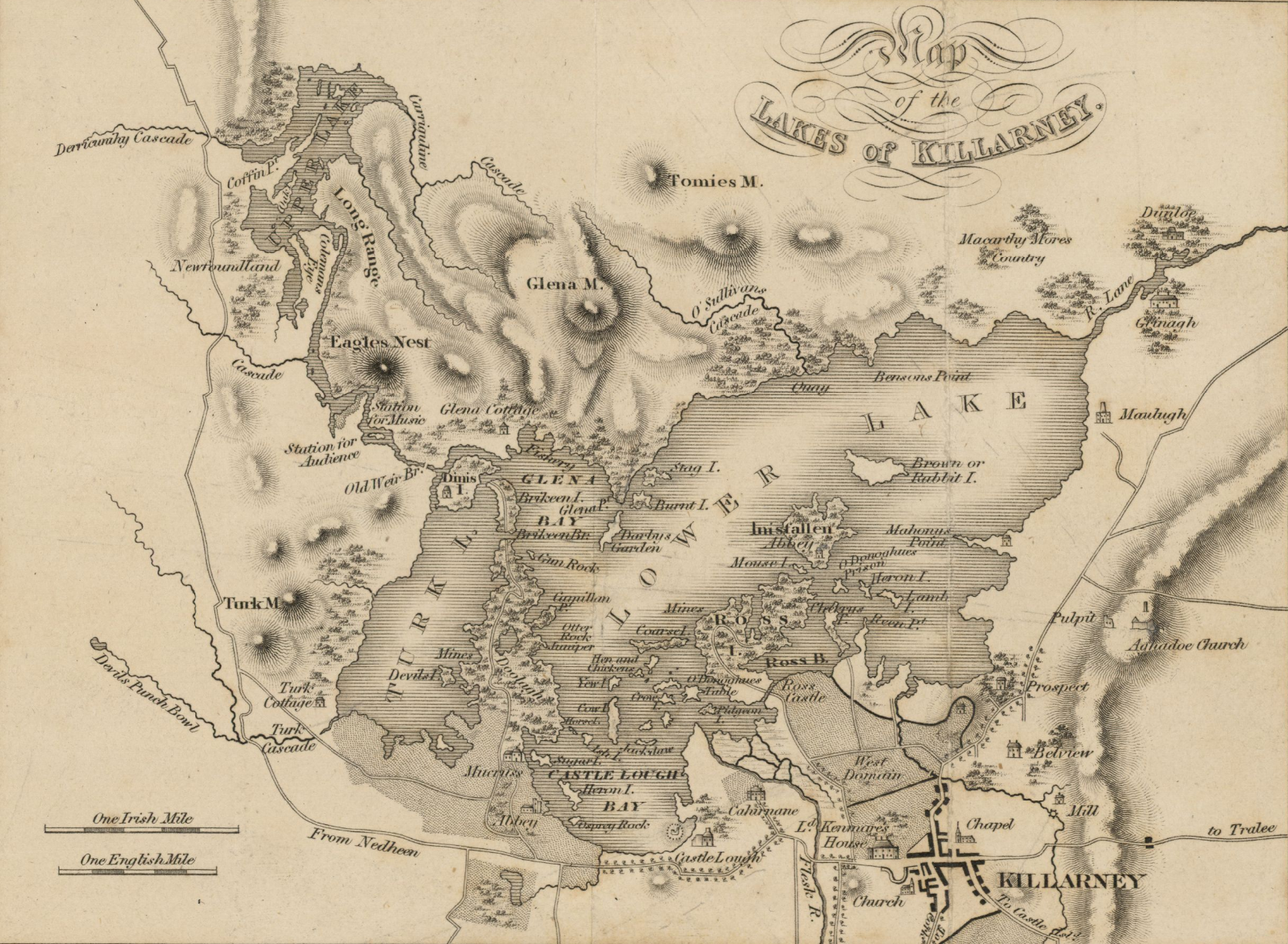
خريطة لبحيرات كيلارني تعود للقرن التاسع عشر، وقد أعدت للسياح الأوائل

تعود مجموعة من أروع البقايا الأثرية الموجودة في متنزه كيلارني الوطني إلى العصر المسيحي المبكر. ومن أهم هذه المعالم دير إنيسفالن، وهو أطلال لمستوطنة رهبانية كانت قائمة على جزيرة إنيسفالن في بحيرة لين. تأسس هذا الدير على يد القديس فينيان الأبرص في القرن السابع الميلادي، وظلّ مأهولاً حتى القرن الرابع عشر الميلادي، وفيه كُتبت «حوليات إنيسفالن»، وهي سجلٌّ للتاريخ المبكر لأيرلندا كما كان يُعرف بها الرهبان، في الدير بين القرن الحادي عشر الميلادي والقرن الثالث عشر الميلادي. ويُعتقد أن بحيرة لين قد استمدت اسمها من اسم الدير «لو لين»، والذي يعني «بحيرة التعلم».